# Anemia rotundifolia
Anemia rotundifolia är en ormbunkeart som beskrevs av Heinrich Adolph Schrader. Anemia rotundifolia ingår i släktet Anemia och familjen Anemiaceae. Inga underarter finns listade.

## Bildgalleri

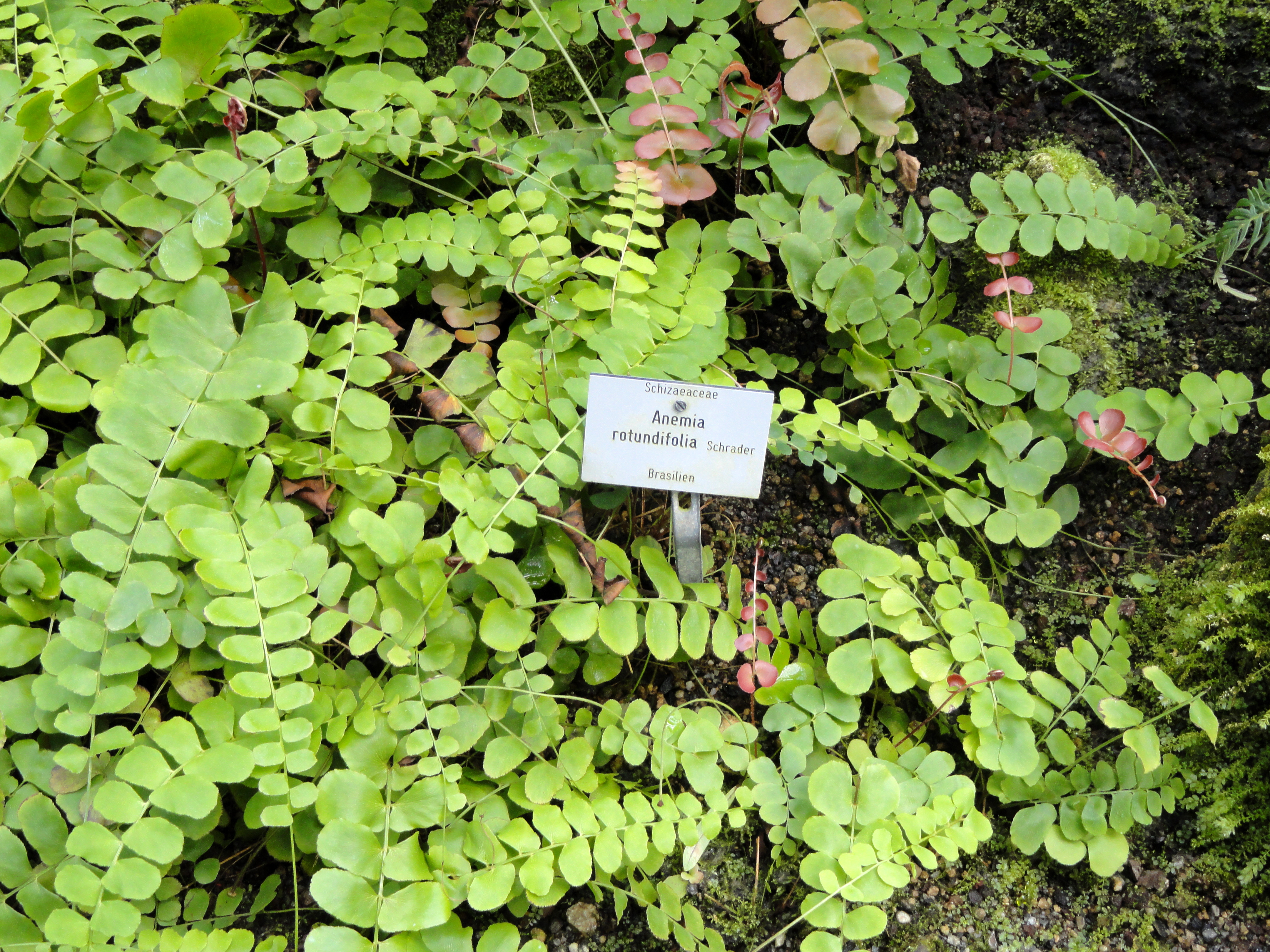
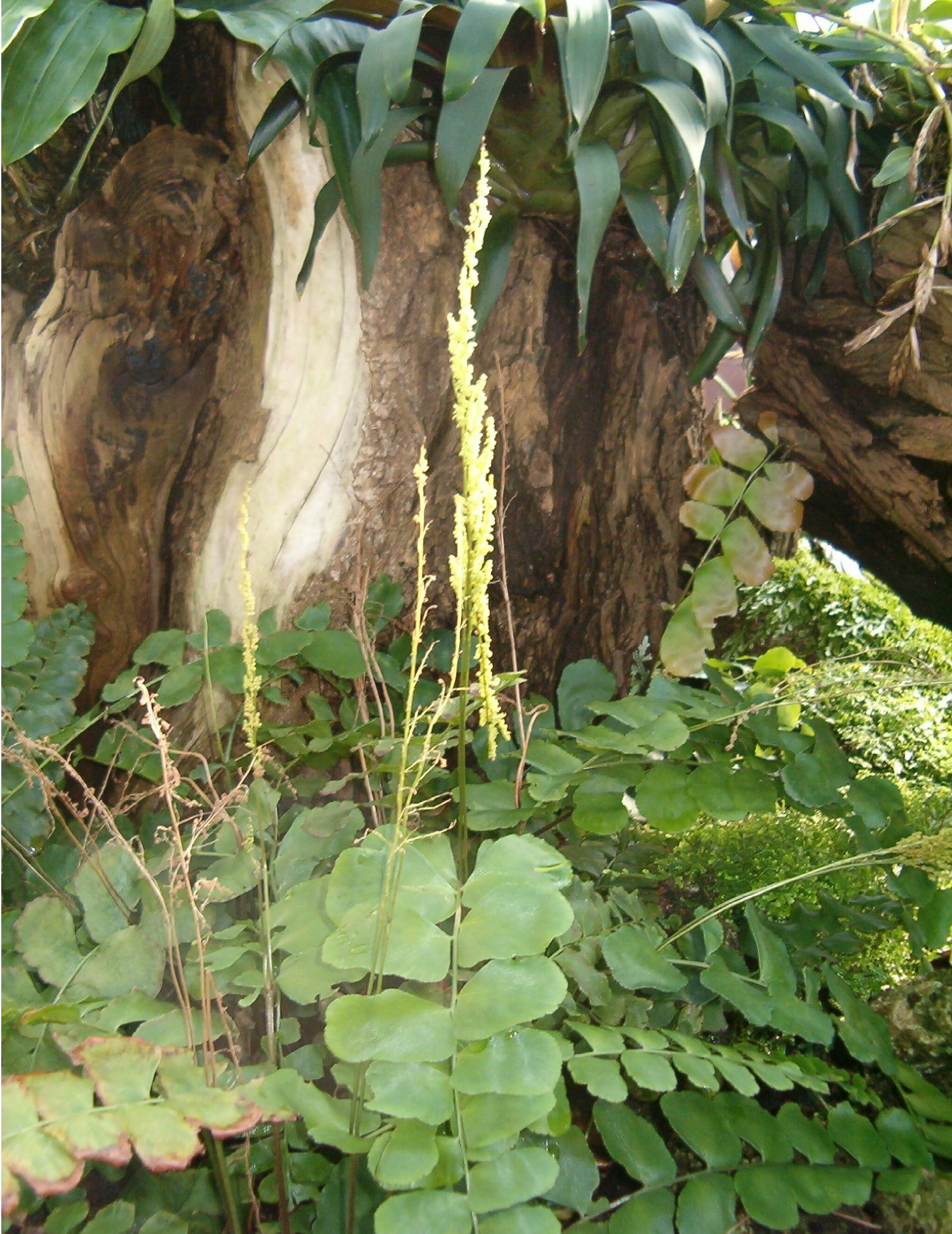